# Carex sambiranensis
Carex sambiranensis är en halvgräsart som först beskrevs av Augustin Abel Hector Léveillé, och fick sitt nu gällande namn av Henri Chermezon. Carex sambiranensis ingår i släktet starrar, och familjen halvgräs. Inga underarter finns listade i Catalogue of Life.